# Список объектов нематериального культурного наследия Республики Алтай
Список объектов нематериального культурного наследия Республики Алтай включает в себя все объекты государственного реестра утверждённого правительством Республики Алтай в 2014 году, в исполнение принятого закона республики Алтай № 120-РЗ
| № п/п | Название                      | Наименование                                                           | Краткое описание |
| ----- | ----------------------------- | ---------------------------------------------------------------------- | --- |
| 1     | Кай                           | алтайское горловое пение                                               | Героические сказания о богатырях. Двузвучное пение, которым исполняется кай, считается языком духа-покровителя, от имени которого сказитель исполняет горловым пением сакральный текст сказания и этим самым маскирует свой естественный голос. |
| 2     | Кай чӧрӧк                     | алтайские героические сказания                                         | Совокупность устных, монументальных по объёму произведений, в состав которых входят как архаичные сюжеты древней мифологии тюрко-монгольского населения Центральной Азии, так и более поздние произведения отражающие реалии исторических событий происходивших на Горном Алтае. Общий объём зафиксированных сказаний составляет более 500 тысяч стихотворных строк. |
| 3     | Кайчы                         | сказитель                                                              | Кайчы — избранный духами-хозяевами гор Алтая исполнитель, доносящий до людей их сказания. Особо одарённые исполнители — Ээлу Кайчы — могут, перевоплотившись в баатыра, отправиться в Нижний мир, а по возвращении передать принятые эпические сказания от начала до конца, что может занять много часов. К этому будущие Кайчы начинают готовиться с самого детства, запоминая огромные полотна текста в возрасте от 6 до 9 лет. |
| 4     | Бай Терек                     | Священный Тполь / Железный Тополь                                      | Священное дерево, посредством которого осуществляется связь между мирами: верхним, средним и нижним. Мир верховного божества Тенгри противостоит подземному миру Эрлика, и от результата этого взаимодействия зависит благосостояния среднего мира. Древнейшая модель трёхмерного мироздания выстроена в образе священного тополя, популярна в фольклоре всех тюркских народов. |
| 5     | Топшуур                       | традиционный алтайский музыкальный инструмент                          | Топшуур прежде всего инструмент, игрой на котором сопровождается исполнение героических эпосов Кай. Уважительное отношение к инструменту выражается в том, что перед исполнением текстов сказаний вступительная часть посвящается благословению топшуура. Инструмент сравнивается с боевым конём сказителя, сопровождающего батыра в его ратных подвигах. |
| 6     | Икили                         | традиционный алтайский народный инструмент                             | Смычковый музыкальный инструмент, сопровождающий исполнение дьянар и народные мелодии. |
| 7     | JaDap-Дьанар                  | разновидность жанра алтайской народной песни                           | Древняя форма музыкально-словесного творчества, синкретичное единство труда, обряда, игры, танца, музыки, сказания и изобразительных форм. Считается обязательным исполнение дьянар во время обрядовых молений, календарных народных праздников, свадебного обряда, но может исполнятся и в повседневной жизни. |
| 8     | ТеПерини jaПдаганы            | Тенгрианство                                                           | Культ вечного неба — Тенгри (ТеПери), основа древнего верования предков алтайского народа. В современных обрядах почитания Алтая, благопожелания божеству ТеПери звучат обращают наравне с молитвами покровителю Алтая — Алтай-Кудаю. |
| 9     | Кам jaD                       | Алтайский шаманизм                                                     | Традиционная анимистическая картина мира алтайцев подразумевает особых посредников между людьми и духами (ээзи), вкупе с божествами (кудай) природы. Камов (шаманов) избирают, обучают и делают их людьми особого рода сами духи. Обязанность шаманов — служить духам и прибегая к их помощи ограждать от бед своих соплеменников. |
| 10    | Ак jаD (Буркан jаD)           | Белая вера (Бурханизм).                                                | Возникшее на Алтае в начале XX века религиозное явление вобрало в себя традиционные верования, шаманизм и основы буддизма, дало мощный импульс росту этнического самосознания и систематизации древних религиозных верований, приведших к обновлению духовно-целостных ориентиров Алтайского народа. |
| 11    | Алтай кöдÿргени, Jер такыганы | Обряд восхваления, почитания божеств, духов — хозяев Алтая, местности. | Насыщенный религиозными и магическими элементами обряд, при проведении которого осуществляются моления и благопожелания божествам и духам Алтая, с принесением им в жертву неопробованной белой и мясной пищи. Обряды проводятся с целью получить благосклонность со стороны Алтай-Кудая и других духов, благосклонным результатом которого будет хороший приплод скота, благополучие и отсутствие невзгод. |
| 12    | Ажуларды jаПдаганы            | Обряд поклонения духам перевалов.                                      | В условиях Горного Алтая преодоление перевала часто ответственный, связанный с трудностями и опасностями участок дороги. Планируя поездку, путник заранее заготавливает специальные ленточки дьялома/кыйра, которые следует преподнести духам перевала, повязав их на веточки деревьев или к каменным Обо. Для того что бы задобрить духов перевала, им также опрыскивают чай, молоко, раскидывают в качестве угощения кусочки молочных продуктов. «Совместная» трапеза вместе с духами также входит в комплекс обряда поклонения духам перевала. |
| 13    | Аржан сууны jаПдаганы         | Обряд поклонения духам священных источников.                           | По представлениям алтайцев, целебную силу источнику придаёт не столько качественный состав вод, сколько духи-покровители данной местности. Поэтому прежде чем начать использовать воду, совершается обряд почитания духа огня и окропления духов Аржана, с произнесением благопожеланий и преподношением даров в виде молока, чая, сыра, привязывания ленточек и воскуривания можжевельника. |
| 14    | Алтай — Кудай                 | Божество, дух, покровитель Алтая.                                      | Сегодняшний образ Алтай-Кудая соединил в себе характерные особенности духов-хозяев местностей — jер ээзи, священных гор ыйик туу, а также небесного божества Тенгри. Алтай-Кудай современными художниками чаще всего изображается в образе белобородого старца с золотым посохом в белой горностаевой шубе, верхом на белом коне. |
| 15    | Арчынды байлаганы             | Обрядовое почитание можжевельника                                      | Можжевельник — особо почитаемое и значимое растение. Наделённый священной силой, он приносит очищение и дарит оздоровление. Зажжённая веточка арчына подносится к больному человеку, его дымом очищают жильё, колыбель, очаг. Как священный атрибут можжевельник используется при проведении самых разных календарных и семейных обрядов. |
| 16    | Jалама / Кыйра                | Обрядовые священные ленточки                                           | Тканевые ленты белого, жёлтого, светло-синего, светло-зелёного цветов и шириной 3-4 см при длине 70-90 см обычно из хлопчатобумажной ткани. Приготовленные заранее и окуренные дымом можжевельника в качестве ритуального подношения преподносятся Алтай-Кудаю и духам местности. Для этого их привязывают к веткам деревьев и кустарника, а при отсутствии оных к деревянным шестам. |
| 17    | Обоо таш                      | большое конусообразное сооружение, складываемое из камней              | Обо складывается из камней, которые участниками обряда посещённому духам перевалов, священных гор, рек, целебных источников. Само обо и местность после обряда считается священной. Проезжающие путники останавливаются у Обо, делают подношения духам и также опускают камни на каменное сооружение или же привязывают в воткнутую палку дьялома. |
| 18    | Курее таш                     | обрядовый артефакт из сложенных прямоугольных плоских камней           | Курее таш складывается из плоских прямоугольных камней, в местах проведения обрядовых молений, в целом близок по значению Обо. Как правило по размерам уступает Обо. |
| 19    | Тагыл                         | Жертвенник                                                             | Также сооружение из плоских камней, сооружаемое при проведении календарных обрядов и народных праздников. Тыгыл сооружается за несколько дней до проведения обряда, сверху устанавливается широкий плоский камень — сан (алтарь), на который складывают подношения духам. |
| 20    | Зящ таштыП jaDbi              | Обряд с камнем яда таш                                                 | Древний магический обряд влияния на погоду. Обряд, осуществляемый при помощи магического камня — Jада, может менять погоду, вызывать бурю или, наоборот, очищать небо от туч, прекращать снегопады и вызывать дождь. |
| 21    | Алтай jылдык тоо              | Алтайское летоисчисление                                               | Лунно-солнечный календарь 12-летнего животного цикла, сформированный в Центральной Азии к концу I тыс. до н. э. далёкими предками многих современных, в том числе и алтайских народов. |